# Rives d’Andaine
Rives d’Andaine ist eine französische Gemeinde mit 2.867 Einwohnern (Stand 1. Januar 2022) im Département Orne in der Region Normandie. Sie gehört zum Arrondissement Alençon und zum Kanton Bagnoles de l’Orne Normandie.
Sie entstand mit Wirkung vom 1. Januar 2016 als Commune nouvelle durch die Zusammenlegung der bisherigen Gemeinden La Chapelle-d’Andaine, Couterne, Geneslay und Haleine, die in der neuen Gemeinde den Status einer Commune déléguée haben. Der Verwaltungssitz befindet sich im Ort La Chapelle-d’Andaine.

## Gliederung
| Ortsteil                                | ehemaliger INSEE-Code | Fläche (km²) | Einwohnerzahl zum 1. Januar 2022 |
| --------------------------------------- | --------------------- | ------------ | -------------------------------- |
| La Chapelle-d’Andaine (Verwaltungssitz) | 61096                 | 15,50        | 1.406                            |
| Couterne                                | 61135                 | 10,68        | 966                              |
| Geneslay                                | 61186                 | 08,34        | .0259                            |
| Haleine                                 | 61200                 | 02,62        | .0236                            |

## Sehenswürdigkeiten
- Das Schloss von Couterne

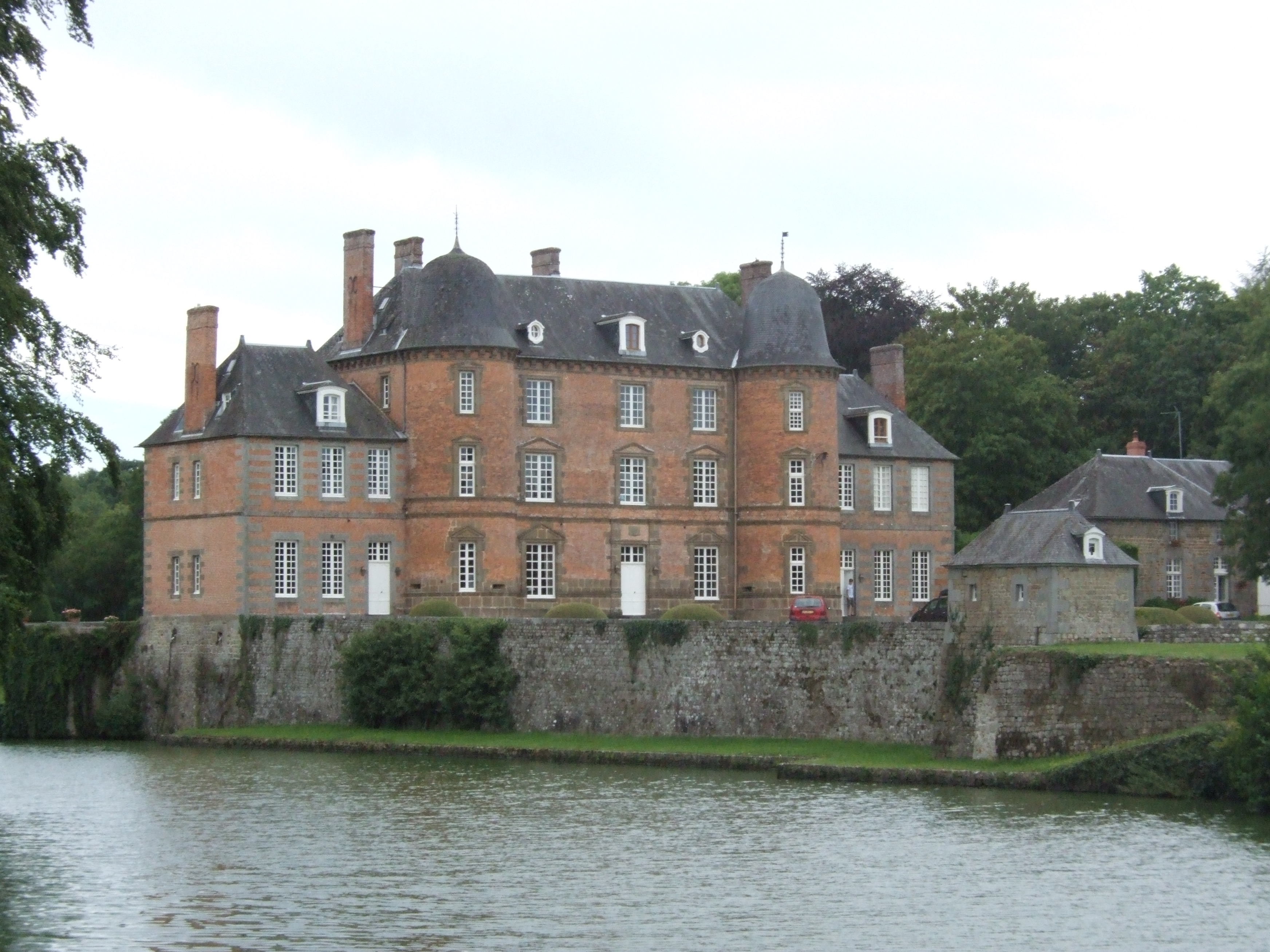
Château de Couterne

- Die Kirchen Sainte-Madeleine-et-Saint-Julien in La Chapelle d’Andaine, Saint-Pierre-et-Saint-Paul in Couterne, Saint-Hilaire in Geneslay und Notre-Dame d’Haleine